# Monroe megye (Nyugat-Virginia)
Monroe megye az Amerikai Egyesült Államokban, azon belül Nyugat-Virginia államban található. Megyeszékhelye Union, legnagyobb városa Peterstown. Lakosainak száma 12 376 fő (2020. április 1.). Monroe megye Greenbrier, Summers, Giles, Craig és Alleghany megyékkel határos.

## Népesség
A megye népességének változása:
| Lakosok száma | 13 497 | 13 542 | 13 496 | 13 483 | 13 506 | 12 376 |
|               | 2010   | 2011   | 2012   | 2013   | 2015   | 2020   |